# Universität Mie

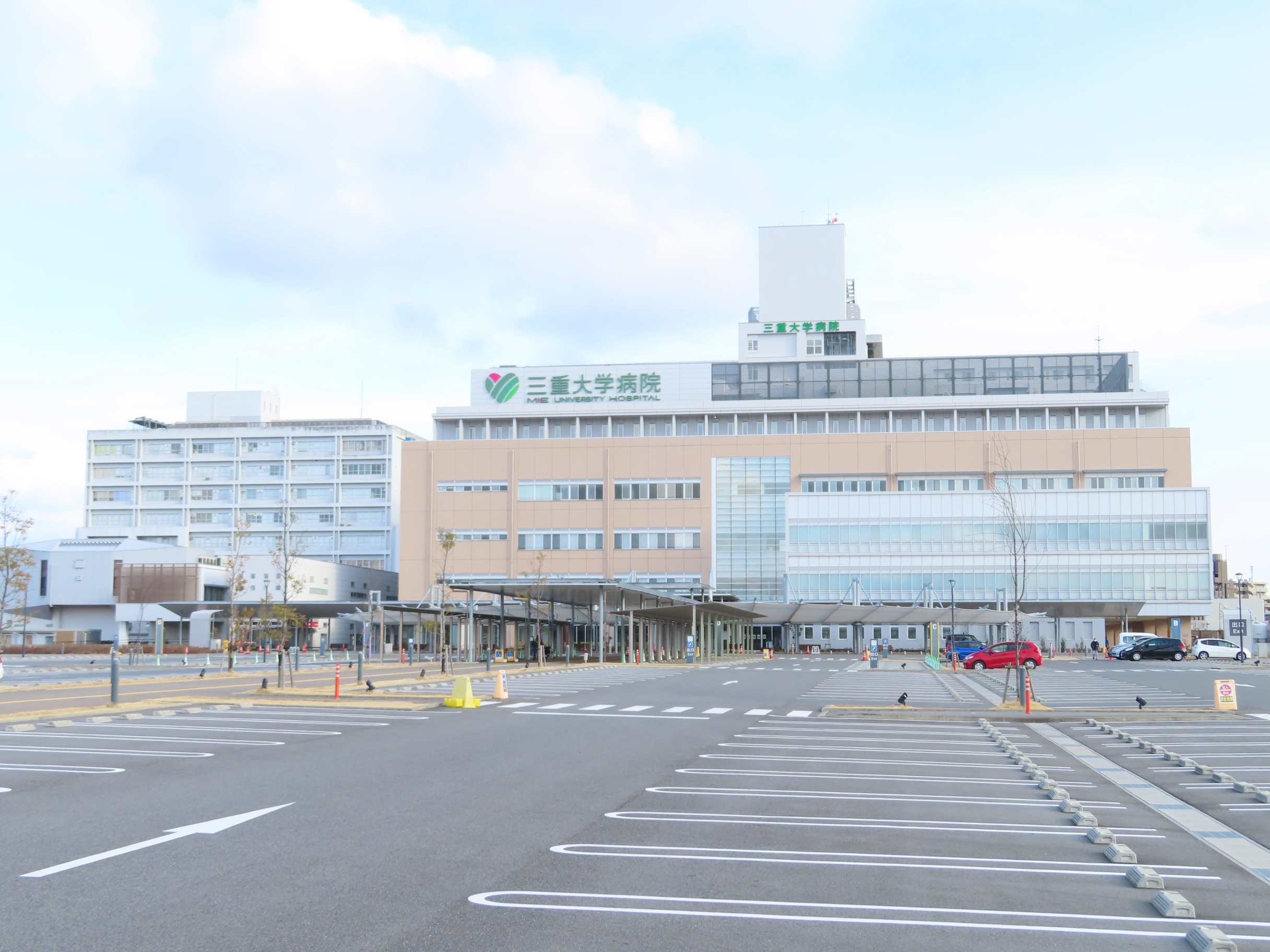
Universitätsklinikum (2022)

Die Universität Mie (jap. 三重大学, Mie daigaku) ist eine staatliche Universität in Japan. Sie liegt in Tsu in der Präfektur Mie.

## Geschichte
Die Universität wurde 1949 durch den Zusammenschluss der folgenden staatlichen Schulen gegründet:
- die Normalschule Mie (三重師範学校, Mie shihan gakkō, gegründet 1874),
- die Jugend-Normalschule Mie (三重青年師範学校, Mie seinen shihan gakkō, in Matsusaka, gegründet 1925), und
- die Land- und Forstwirtschaftsfachschule Mie (三重農林専門学校, Mie nōrin semmon gakkō, gegründet 1921).

Es gab 2 Fakultäten: Liberal Arts und Agrarwissenschaft. 1966 wurde die Fakultät für Liberal Arts in Pädagogische Fakultät umbenannt, und 1969 zog sie in den heutigen Kamihama-Campus um. 1972 wurde die Präfekturuniversität Mie (三重県立大学, Mie-kenritsu daigaku; Fakultäten: Medizin und Fischerei) zur Universität Mie zusammengelegt. Heute liegen alle Fakultäten im Kamihama-Campus, im ehemaligen Sitz der Land- und Forstwirtschaftsfachschule.
Die Land- und Forstwirtschaftsfachschule Mie war eine der ersten japanischen Schulen, die den Studiengang für Bauingenieurwesen zur Bodenmelioration hatten. Die Schule hatte zuerst ihren eigenen Bauernhof zu meliorieren; ihr Campus lag am Meer (Ise-Bucht), und der Boden vom Bauernhof war damals salzig und nass. Mit dem 1923 gebohrten großen Brunnen und den elektrischen Pumpen wurde der Boden verbessert. Der Bauernhof zog 1970 in den anderen Ort, um die neuen Schulgebäude (Medizin und Fischerei) zu bauen.
Der am 5. Oktober 2014 beim großen Preis von Japan schwer verunglückte Formel-1-Fahrer Jules Bianchi wurde bis zum 18. November 2014 in der Klinik der Universität behandelt.

## Fakultäten
- Geisteswissenschaften
- Pädagogik
- Ingenieurwissenschaften
- Bioressourcen (seit 1987; vormals Agrarwissenschaft und Fischerei)
- Medizin

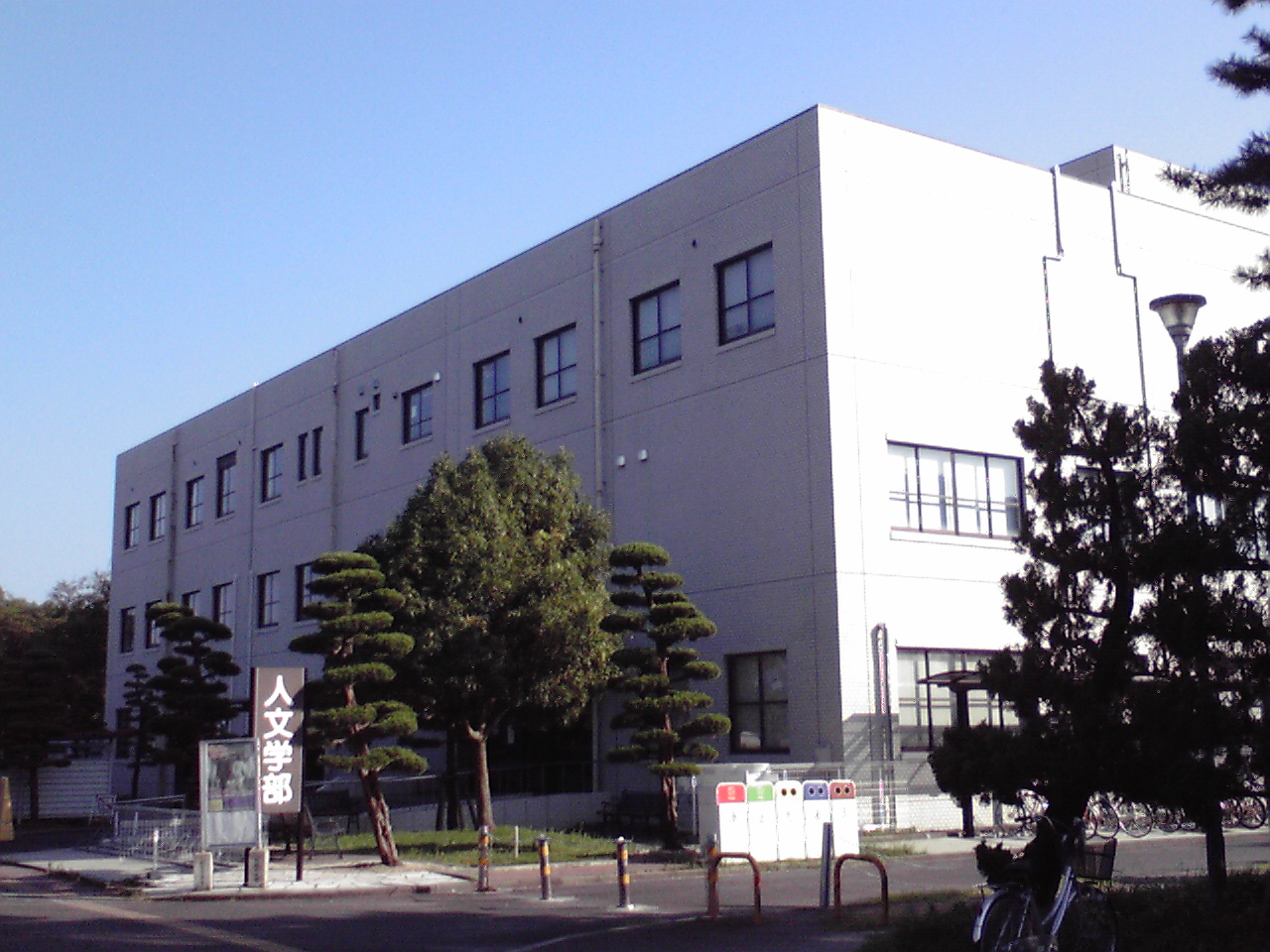
Geisteswissenschaften
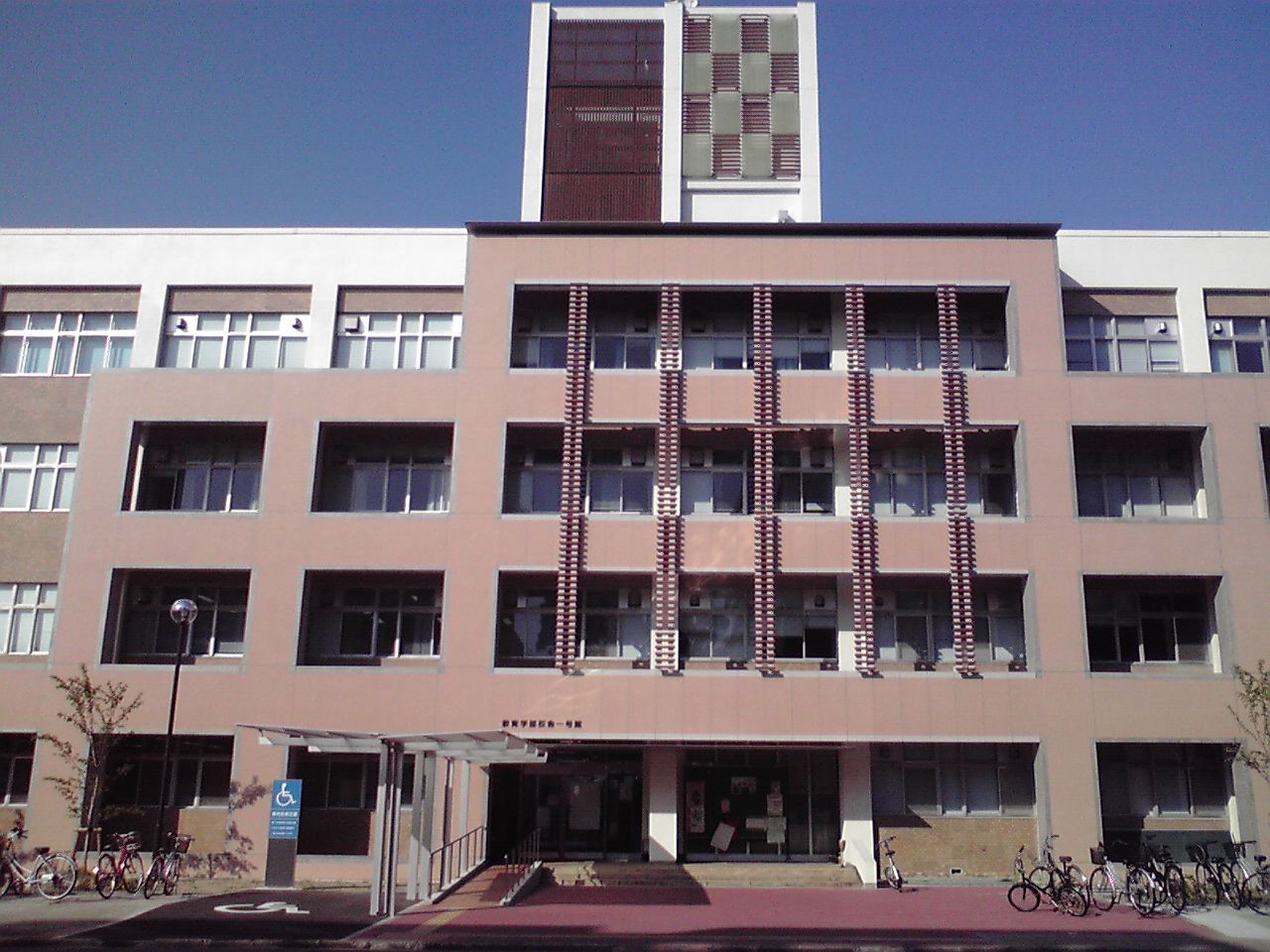
Pädagogik
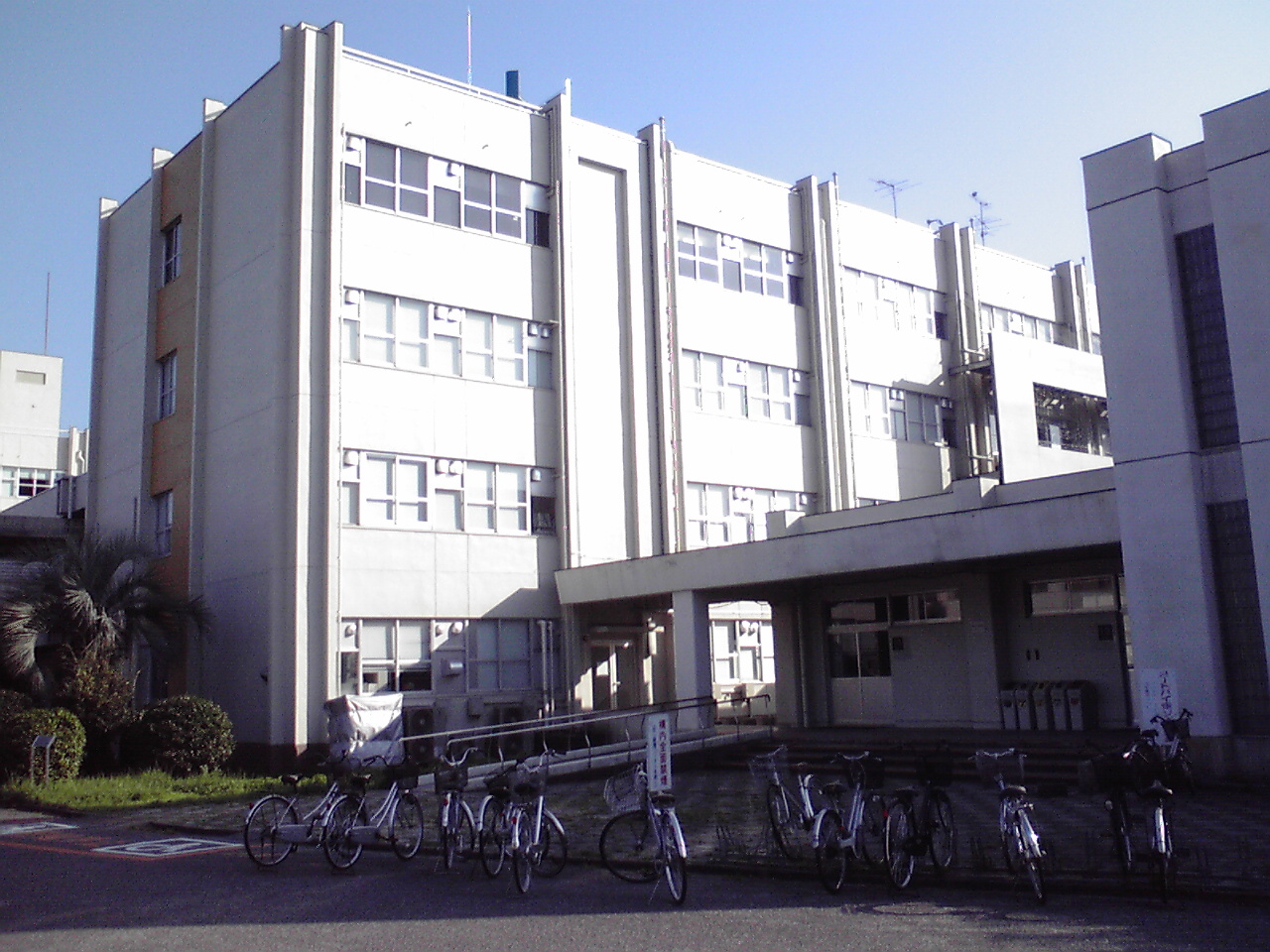
Ingenieurwissenschaften
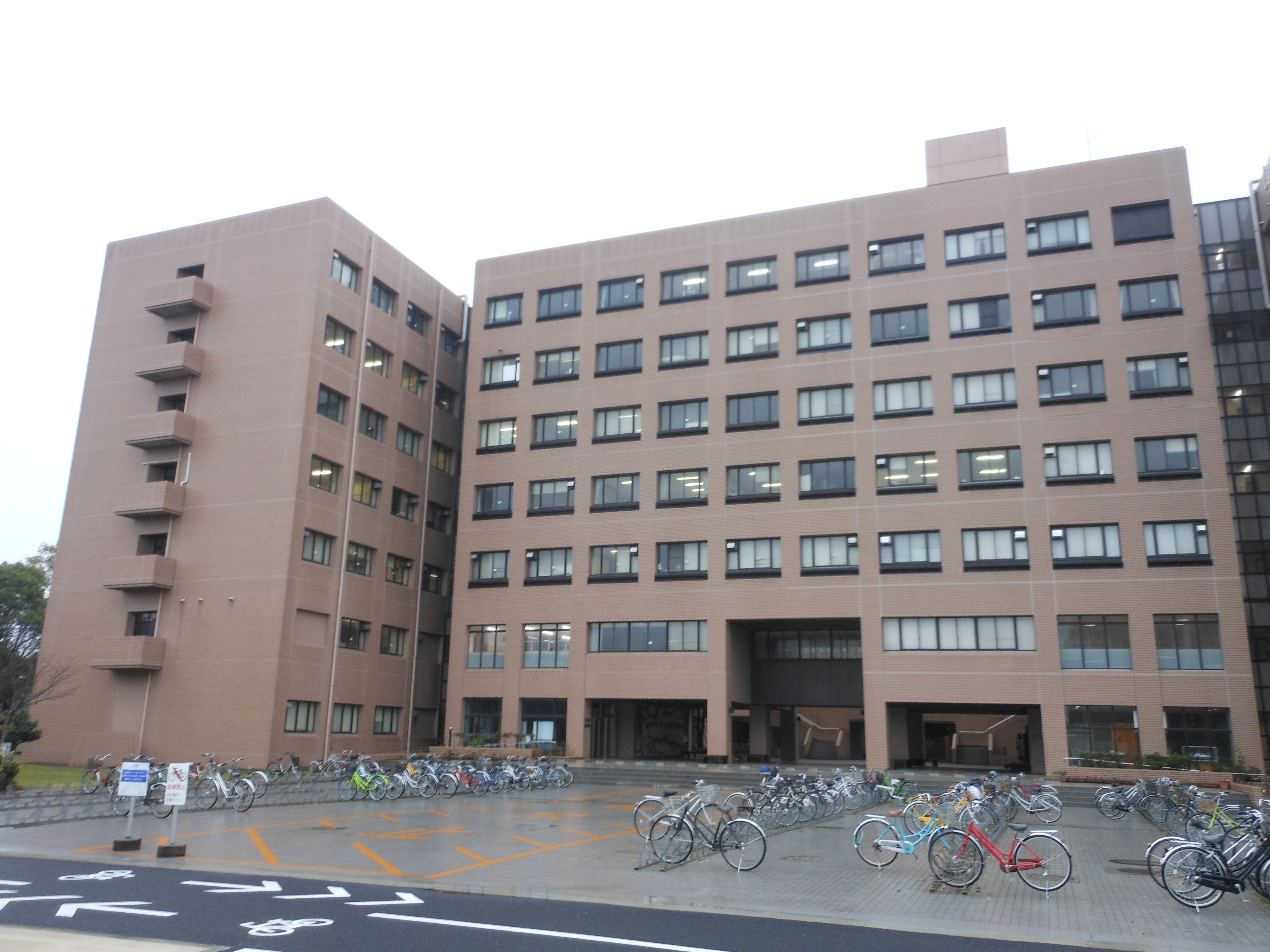
Bioressourcen
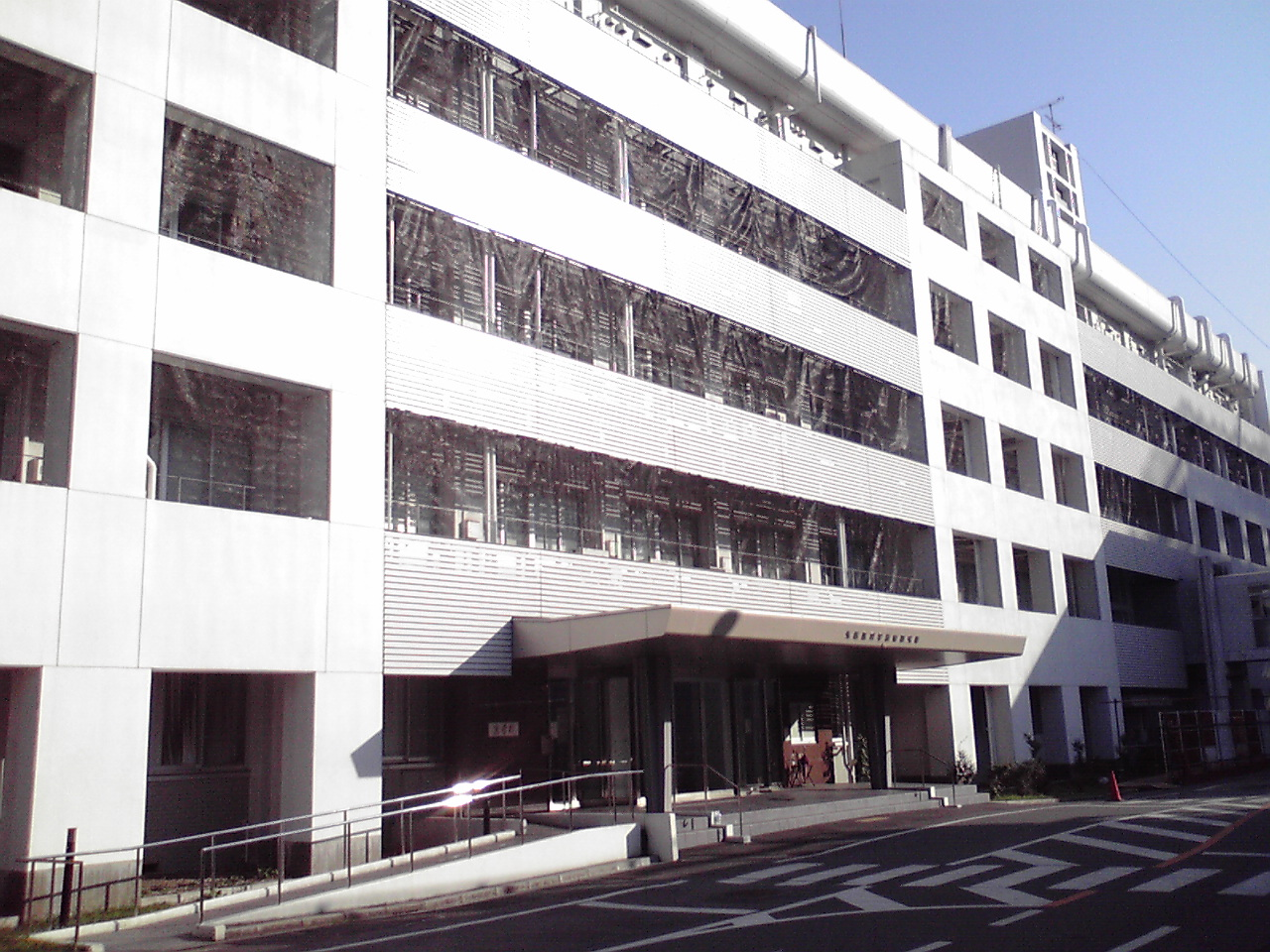
Medizin